# Abbaye Notre-Dame de la Pelice
L'abbaye  Notre Dame de la Pelice est une ancienne abbaye de moines bénédictins, située au lieu-dit La Plisse, sur la commune de Cherreau dans la Sarthe, au diocèse du Mans. Elle fut fondée en 1170 sur les bords de l'Huisne par Bernard III de La Ferté et son épouse Isabelle de Vieuxpont-Courville.

## Historique
La dotation de ce monastère était réglée dès 1170, mais l'acte de fondation ne fut rédigé qu'en 1205 au Mans. L'abbaye avait la nomination aux cures de quelques paroisses voisines. Elle possède quelques prieurés, mais sa ruine va venir du régime de la commende. La mense monacale fut réunie au séminaire-hôpital de Saint-Charles du Mans, et c'est en vain que l'administration de La Ferté protesta contre cet état de choses. Il paraît d'après les frères de Sainte-Marthe que l'abbaye de la Pelice dépendait de l'abbaye de Tiron.

## Description

### Abbatiale
la chapelle dite de la Vierge ou du Rosaire et l'aile nord du cloître (aujourd'hui détruites) furent construites dans le quatrième quart du XIIe siècle.

#### Sépultures
Les anciens comtes de Bellême étaient inhumés dans cette abbatiale.

### Bâtiments conventuels
En 1666 fut entrepris la construction d'un bâtiment isolé pour l'abbé Nicolas-François Brûlart de Sillery, aujourd'hui détruit.

#### Logis abbatial
Son remaniement fut réalisé au détriment de la galerie sud du cloître en 1778 et fut réalisé pour l'abbé Pierre Lefranc des Fontaines. Cette construction de plan carré en moellons, calcaire et pierre de taille avec un sous-sol et un étage est surmontée de combles avec un toit à longs pans brisés, croupe et noue surmonté d'un dôme rectangulaire recouvert en ardoises. Ce bâtiment avait la particularité d'avoir pour les pièces habitables d'être disposées au nord pour pouvoir bénéficier de la fraîcheur en été. L'abbé Desfontaines y recevait sa protectrice madame de Rohan.
Le logis abbatial est inscrit au titre des monuments historiques par arrêté du 3 juin 1986 et il est aujourd'hui une propriété privée.

### Les communs
Les constructions des bâtiments agricoles adossées à la nef de l'église abbatiale datent du XVIIIe siècle.

## Abbés

### Abbés commendataires
- 1550 : Jean IV Jouvenel des Ursins (mort en 1566), également abbé de l'Abbaye de Saint-Méen, prieur doyen, de l'abbaye Saint-Denis de Nogent-le-Rotrou en Eure-et-Loir, le 19 septembre 1562, puis évêque de Tréguier. Sous son abbatiat, il eut à faire face au refus du paiement des dîmes et plusieurs dossiers sont conservés à ce sujet[3],[4]. Il assista en sa qualité d'évêque à l'assemblée des trois ordres de la province du Perche à Nogent-le-Rotrou, pour la rédaction de la Coutume en 1558.
- 1567 : Raoul Hurault[5], aumônier du Roi, également prieur de Saint-Thomas à Épernon en Eure-et-Loir[Notes 1] a le 26 juillet 1567, porté devant le Parlement de Paris le refus de payer les dîmes par les redevables et ce à différentes reprises[6]
- 1580 : Denis Hurault, également abbé du Breuil, il fut nommé évêque d'Orléans en 1584 qu'il posséda sans se faire sacrer, il cède ses droits sur Orléans en 1586 à Germain le Vaillant.
- Léonore d'Estampes de Valençay (mort en 1651 à Paris), évêque de Chartres du 3 juin 1620) à 1642, puis archevêque de Reims du 16 décembre 1641 à sa mort en 1651. Il est aussi abbé de Saint-Martin de Pontoise, La Couture, l'Épine, Bourgueil (1605-1644), La Cour-Dieu (1634-1635), Champagne, Abbaye de Vaas (Sarthe), et  Notre-Dame de la Pelice, La Trinité de Beaulieu-lès-Loches, l'Épau, mort à Paris le 8 avril 1651.
- 1666 : Nicolas-François Brûlart de Sillery (mort après 1677), abbé de l'Épau, de la Cour-Dieu, du Jard (1645-1653) et de Saint-Basle de Verzy (1629-1655)[7].
- 1677 : Fabio Brûlart de Sillery (1655-1714), frère du précédent, évêque d'Avranches, puis évêque de Soissons (1692), membre de l'Académie française, abbé de La Plisse, du Gard, de Saint-Basle de Verzy et de Saint-Pierre de Chézy.
- 1750 : De Pontac, aumônier de la reine. Pour ne pas avoir à payer les réparations de certains bâtiments, il les fit abattre, ainsi qu'une partie de l'église.
- 1778-1789 : Pierre Lefranc des Fontaines, vicaire-général de Tréguier. Il fit abattre ce qui restait du cloître pour construire le logis toujours en place. Il se fit remarquer par sa générosité lors du terrible hiver de 1788-1789. Il quitta l'abbaye en emportant tous les titres qui sont aujourd'hui perdus.

## Propriétés et revenus

### Cures et prieurés
- Prieuré Saint-Blaise des Vignes, paroisse Sainte-Croix (ruines).
- Prieuré Saint-Leu et Saint-Gilles de Contre à Saint-Rémy-des-Monts.
- Deux prieurés dans l'Orne.